# Ellyes Skhiri
Ellyes Skhiri (Lunel, 10 de mayo de 1995) es un futbolista francés, nacionalizado tunecino, que juega en la demarcación de centrocampista para el Eintracht Fráncfort de la 1. Bundesliga.

## Selección nacional
Tras jugar con la selección de fútbol sub-23 de Túnez, finalmente hizo su debut con la selección de fútbol de Túnez el 23 de marzo de 2018 en un encuentro contra Irán que finalizó con un resultado de 1-0 a favor del combinado tunecino tras un autogol de Milad Mohammadi. El 2 de junio fue elegido por el seleccionador Nabil Maâloul para disputar la Copa Mundial de Fútbol de 2018.
Fue el volante central titular de Túnez en los tres partidos que disputaron en la Copa Mundial de Fútbol de 2018.

## Clubes
| Club                    | País     | Año       | Partidos | Goles |
| ----------------------- | -------- | --------- | -------- | ----- |
| Montpellier H. S. C. II | Francia  | 2012-2015 | 57       | 3     |
| Montpellier H. S. C.    | Francia  | 2015-2019 | 133      | 10    |
| 1. F. C. Colonia        | Alemania | 2019-2023 | 133      | 20    |
| Eintracht Fráncfort     | Alemania | 2023-     | 83       | 7     |